# La Neuve-Grange
La Neuve-Grange és un municipi francès situat al departament de l'Eure i a la regió de Normandia. L'any 2007 tenia 299 habitants.

## Demografia

### Població
El 2007 la població de fet de La Neuve-Grange era de 299 persones. Hi havia 98 famílies de les quals 21 eren unipersonals (17 homes vivint sols i 4 dones vivint soles), 17 parelles sense fills, 56 parelles amb fills i 4 famílies monoparentals amb fills.
La població ha evolucionat segons el següent gràfic:
Habitants censats

### Habitatges
El 2007 hi havia 136 habitatges, 105 eren l'habitatge principal de la família, 28 eren segones residències i 3 estaven desocupats. 133 eren cases i 1 era un apartament. Dels 105 habitatges principals, 96 estaven ocupats pels seus propietaris, 6 estaven llogats i ocupats pels llogaters i 3 estaven cedits a títol gratuït; 6 tenien dues cambres, 21 en tenien tres, 24 en tenien quatre i 54 en tenien cinc o més. 82 habitatges disposaven pel capbaix d'una plaça de pàrquing. A 47 habitatges hi havia un automòbil i a 54 n'hi havia dos o més.

### Piràmide de població
La piràmide de població per edats i sexe el 2009 era:
| Homes | Edats   | Dones |
| ----- | ------- | ----- |
| 0     | 95 o +  | 0     |
| 0     | 90 a 94 | 0     |
| 0     | 85 a 89 | 4     |
| 0     | 80 a 84 | 0     |
| 0     | 75 a 79 | 0     |
| 0     | 70 a 74 | 4     |
| 4     | 65 a 69 | 4     |
| 8     | 60 a 64 | 0     |
| 8     | 55 a 59 | 8     |
| 4     | 50 a 54 | 4     |
| 8     | 45 a 49 | 0     |
| 12    | 40 a 44 | 4     |
| 8     | 35 a 39 | 24    |
| 4     | 30 a 34 | 8     |
| 0     | 25 a 29 | 4     |
| 4     | 20 a 24 | 0     |
| 12    | 15 a 19 | 8     |
| 4     | 10 a 14 | 8     |
| 8     | 5 a 9   | 16    |
| 0     | 0 a 4   | 16    |

## Economia
El 2007 la població en edat de treballar era de 183 persones, 131 eren actives i 52 eren inactives. De les 131 persones actives 122 estaven ocupades (69 homes i 53 dones) i 9 estaven aturades (4 homes i 5 dones). De les 52 persones inactives 11 estaven jubilades, 20 estaven estudiant i 21 estaven classificades com a «altres inactius».

### Ingressos
El 2009 a La Neuve-Grange hi havia 109 unitats fiscals que integraven 321 persones, la mediana anual d'ingressos fiscals per persona era de 17.317 €.

### Activitats econòmiques
Dels 2 establiments que hi havia el 2007, 1 era d'una empresa de construcció i 1 d'una empresa de comerç i reparació d'automòbils.
L'únic servei als particulars que hi havia el 2009 era un paleta.
L'any 2000 a La Neuve-Grange hi havia 7 explotacions agrícoles que ocupaven un total de 460 hectàrees.

## Poblacions més properes
El següent diagrama mostra les poblacions més properes.